# Fermatprimtal
Et Fermatprimtal (opkaldt efter Pierre de Fermat) er et primtal af formen {\displaystyle 2^{2^{m}}+1}. Fermat bemærkede at {\displaystyle 2^{2^{m}}+1} var et primtal for m lig med 0, 1, 2, 3 og 4. Han påstod derfor at det samme gjaldt for alle værdier af m. Men i 1732 viste Euler at det ikke er tilfældet: Med m=5 får vi at 232+1 er deleligt med 641. Med m=6 får vi 264+1; at dette tal er sammensat, eftervistes i 1854 af den danske matematiker Thomas Clausen der fandt at dets mindste primfaktor er 274 177.
Til dato er der ikke fundet flere værdier af m der gør {\displaystyle 2^{2^{m}}+1} til et primtal, og det forekommer usandsynligt at der skulle eksistere nogen. I skrivende stund kendes der 277 specifikke værdier af m for hvilke det vides med sikkerhed at {\displaystyle 2^{2^{m}}+1} er sammensat. Den mindste værdi af m for hvilken man ikke kender statussen af {\displaystyle 2^{2^{m}}+1}, er m=33.
Man kan let indse at hvis et tal af typen 2k+1 skal være et primtal, så må k selv være en potens af 2, altså k=2m. Thi hvis k havde en ulige divisor d forskellig fra 1, så ville 2k+1 være et sammensat tal fordi det var deleligt med 2k/d+1. Bemærk at hvis k er et ulige tal så er 2k+1 deleligt med 2k/k+1 = 3.

## Konstruerbare regulære polygoner
Lad n være et ulige tal. Gauss beviste at den regulære n-kant kan konstrueres med passer og lineal (efter samme regler som er beskrevet under konstruerbare tal) hvis og kun hvis n er et Fermatprimtal eller et produkt af (parvis forskellige) Fermatprimtal. I så fald kan også (2j·n)-kanten konstrueres (for alle j>0) da det er let at halvere en vinkel.
Man kan således konstruere en regulær 3-, 4-, 5-, 6-, 8-, 10-, 12-, 15-, 16-kant (osv.), men derimod ikke en regulær 7-, 9-, 11-, 13-, 14-kant.

## Generalisation
Man taler også om generaliserede Fermatprimtal. Det simpleste eksempel er tal af formen {\displaystyle b^{2^{m}}+1} hvor b er et lige tal der ikke behøver at være 2. Man bør se bort fra de tilfælde hvor b er et potenstal da det så er mere naturligt at bruge grundtallet i denne potens.

## Ekstern henvisning
- Fermat factoring status Arkiveret 10. februar 2016 hos  Wayback Machine